# Limonlu Çayı
El río Limonlu Çayı, antiguamente río Lamus o también Lamos (en turco: Limonlu Çayı nehri), es un corto río costero del sur de Turquía que discurre por la provincia de Mersin y desemboca en el  mar Mediterráneo. 

## Historia
El río formó el límite entre Cilicia Campestris y Cilicia Trachea, y más tarde entre Cilicia Áspera y Cilicia Propia. En su desembocadura estaba la ciudad de Antiochia Lamotis, anteriormente Lamos, la capital de la región que la rodeaba, Lamotis. (Alejandro Polihistor citado por Esteban de Bizancio, Ptolomeo Libro V, capítulo 8, § 6; Estrabón, Geografía, 14.5.6-7)